# Ascocoryne
Ascocoryne is een geslacht van schimmels behorend tot de familie Gelatinodiscaceae. De geslachtsnaam is gepubliceerd door J.W. Groves & D.E. Wilson in 1967. De typesoort is de paarse knoopzwam (Ascocoryne sarcoides).

## Soorten
Volgens Index Fungorum telt dit geslacht acht soorten (peildatum december 2021):
| Soortnaam                                             | Auteur(s)                                                      | Publicatiejaar |
| ----------------------------------------------------- | -------------------------------------------------------------- | -------------- |
| Ascocoryne albida                                     | (Berk.) Seifert                                                | 2014           |
| Ascocoryne cylichnium (Grootsporige paarse knoopzwam) | (Tul.) Korf                                                    | 1971           |
| Ascocoryne javanica                                   | (Penz. & Sacc.) K.S. Thind & H. Singh                          | 1972           |
| Ascocoryne lilacina                                   | (Fr.) Baral, Helleman, Matočec, I. Kušan, Polhorský & E. Weber | 2020           |
| Ascocoryne sarcoides (Paarse knoopzwam)               | (Jacq.) J.W. Groves & D.E. Wilson                              | 1967           |
| Ascocoryne striata                                    | (Ellis & Everh.) V. Kučera & Lizoň                             | 2005           |
| Ascocoryne trichophora                                | (A.L. Sm.) Seifert                                             | 2014           |
| Ascocoryne turficola                                  | (Boud.) Korf                                                   | 1971           |